# Brawl Stars
Brawl Stars est un jeu vidéo de stratégie et de tir en arènes (type MOBA et battle royale) en free-to-play, développé et édité par le studio finlandais Supercell. Il sort en version bêta le 15 juin 2017 sur iOS uniquement au Canada, puis en juin 2018 sur Android. En décembre 2018, Supercell annonce la fin de la bêta et la sortie globale officielle du jeu sur iOS et Android.

## Système de jeu
Brawl Stars est un MOBA, c'est-à-dire une arène de bataille en ligne multijoueur, en vue de dessus en oblique, où les joueurs affrontent d'autres joueurs (JcJ) ou l'intelligence artificielle (JcE) dans plusieurs modes de jeu, seul ou en équipe de deux, trois ou cinq. Pour cela, le joueur incarne un des nombreux personnages appelés « brawlers » afin d'éliminer les adversaires et remporter des trophées. 
Chaque personnage possède des capacités spécifiques ainsi que ses propres forces et faiblesses. Ils possèdent tous une attaque principale, et un super, qui est une attaque plus puissante et qui doit être chargé en infligeant des dégâts aux adversaires. 
Les 92 brawlers (Juillet 2025) se débloquent au fur et à mesure de la progression du joueur, qui devra obtenir une monnaie spéciale (les crédits), qui lui permettra de débloquer les brawlers au fur et à mesure. Un autre système de récompenses (les Prix Star), facilite le déblocage des brawlers, et offre de nombreuses ressources qui permettront de les améliorer. Les six niveaux de rareté des personnages sont : Rare, Super Rare, Épique, Mythique, Légendaire et Ultra Légendaire. Plus un brawler est rare, plus il lui faudra de crédits pour pouvoir être débloqué. 
Jusqu’en 2024, certains brawlers possédaient une rareté Chromatique, qui nécessitaient pour les obtenir d'amasser une certaine quantité de crédits dits ''chromatiques'', ou alors d'acheter le Brawl Pass de la saison correspondant à tel brawler pour l'obtenir sans investir aucun crédit chromatique. Ce système n'existe plus, et les brawlers qui étaient chromatiques ont changé de rareté pour devenir soit Épique, Mythique ou Légendaire.
D’autres modes de jeu ont vu leurs apparitions comme le « Brawl Ball » ou le « Hockey Brawl ». De nouveaux modes temporaires apparaissent très souvent, mais il peut arriver qu'un mode soit tellement apprécié qu'il peut faire parti de la rotation quotidienne, comme le mode Zone Réservée ou le Survivant Trio.
Brawl Stars se joue à partir d'un affichage en mode paysage, tandis que le joueur utilise ses deux mains afin de manier son personnage : l'une pour déplacer le personnage et l'autre pour diriger ses attaques. Le jeu intègre aussi deux configurations de jeu : par défaut, le Tap, le joueur utilise une croix directionnelle virtuelle pour bouger le combattant puis glisse le doigt de son personnage à la cible pour attaquer ; autrement, le Stick, le déplacement du brawler s'effectue grâce à un joystick virtuel tandis qu'une attaque se produit par tapotement sur l'écran.
Chaque brawler possède 2 gadgets déblocables lorsqu'il est amélioré au niveau 7 (1 seul pouvant être équipé par combat). Chaque gadget donne un avantage une fois utilisé, mais possède un temps de recharge qui varie en fonction de la puissance du gadget, et certains ne peuvent être activés que sous une condition spécifique. Chaque gadget coûte 1000 pièces d'or, mais peuvent être déblocables dans des Prix Starr de rareté élevée.
Chaque brawler possède aussi 2 pouvoirs stars, déblocables au niveau 9 (1 seul pouvant être équipé à la fois). Contrairement aux gadgets, les pouvoirs stars modifient le fonctionnement d'une mécanique d'un brawler durant tout le combat. Chaque pouvoir star coûte 2000 pièces d'or, mais peuvent être déblocables dans des Prix Starr de rareté élevée.
Chaque brawler possède 2 emplacements ''d'équipements'', le premier déblocable au niveau 8, l'autre au niveau 10. Les équipements sont des sortes de pouvoirs star qui donnent un avantage mineur au brawler qui en possèdent. Il en existe 5 communs, équipables par tous les brawlers, qui coûtent 1000 pièces d'or chacun. D'autres équipements de rareté épique sont exclusifs à certains types de brawlers, et valent 1500 pièces d'or. Enfin, certains brawlers possèdent un équipement mythique, propre à eux, qui coûte 2000 pièces. Les équipements ne peuvent pas être trouvés dans les Prix Starr. 
Presque chaque brawler possède une hypercharge, déblocable au niveau 11, le niveau maximal. Pour charger une hypercharge, le joueur doit d'abord infliger suffisamment de dégâts, puis il peut choisir de l'activer quand il le souhaite, ce qui, pendant 5 secondes, modifie les statistiques du brawler concerné et donne un gros boost au super, qui peut retourner la partie si il est bien utilisé. Une hypercharge vaut 5000 pièces d'or, mais peut être trouvée dans les Prix Starr légendaires, ainsi que dans des Prix Starr d'hypercharges qui en contiennent toujours une mais sont très rares.

### Liste desBrawlers
- Shelly
- Colt
- Bull
- Brock
- Ricochet
- Spike
- Bartaba
- Jessie
- Nita
- Dynamike
- El Costo
- Mortis
- Corbac
- Poco
- Bo
- Polly
- Pam
- Tara
- Darryl
- Penny
- Franck
- D'jinn
- Tick
- Léon
- Rosa
- Carl
- Billie
- A.R.K.A.D
- Émeri
- Béa
- Éliz@
- Monsieur M.
- Max
- Jackie
- Gaël
- Nani
- Wall-E
- Surge
- Colette
- Ambre
- Lou
- Byron
- Edgar
- Médor
- Stu
- Belle
- Squeak
- Grom
- Buzz
- Griff
- Ash
- Meg
- Lola
- Fang
- Eve
- Janet
- Bonnie
- Otis
- Sam
- Gus
- Buster
- Chester
- Gray
- Mandy
- R-T
- Willow
- Maisie
- Hank
- Cordélius
- Doug
- Pearl
- Chuck
- Charlie
- Mico
- Larry & Lawrie
- Angelo
- Kit
- Mélodie
- Draco
- Berry
- Lily
- Clancy
- Moe
- Kenji
- Shade
- Juju
- Buzz l'éclair (temporairement)
- Meeple
- Ollie
- Lumi
- Finx
- Jae-yong
- Kaze
- Allie
- Trunk (pas encore sorti)

### Brawl Pass
Brawl Stars comporte un système de passe de combat intitulé Brawl Pass. Il est introduit au cours d'une mise à jour en mai 2020. Chaque saison du passe de combat dure environ deux mois. À la suite de l'achat du Brawl Pass avec des gemmes, le joueur peut obtenir des récompenses en progressant dans le jeu. 
Néanmoins, à partir de janvier 2024, le système du Brawl Pass est réimaginé alors que chaque nouvelle saison dure désormais un mois. En effet, deux types de passes de combat sont implémentés que le joueur peut acquérir contre de l'argent réel par le biais d'un abonnement mensuel.

### Pass Pro
Le 25 février 2025, Supercell a officiellement dévoilé son nouveau passe de combat : le Pass Pro, au cours d'une mise à jour. Celui-ci est plus coûteux, car sa durée est de quatre mois, contrairement au Brawl Pass, qui ne dure qu'un mois. Le Pass Pro comprend cent niveaux pouvant être débloqués tout au long des quatre mois. Pour progresser en niveaux, il sera nécessaire de jouer des parties dans le nouveau mode Classé, dévoilé dans la même mise à jour, ou d'acheter des niveaux supplémentaires, chacun coûtant 30 gemmes.

## Développement
Brawl Stars est développé par la société informatique Supercell. C'est Jon Fronzas qui, en 2014, commence à travailler sur le projet qui avait pour but premier d'être une battle royale. L'idée du combat en trois contre trois est arrivée après, lorsque les testeurs (membres de Supercell et leur entourage) ont critiqué le manque de complicité dans le jeu. Avant la sortie du titre, Supercell connaissait déjà une renommée mondiale grâce à la parution de nombreux jeux mobiles à succès tels que Clash of Clans, Boom Beach et Clash Royale.

## Commercialisation
Le jeu est officiellement dévoilé le 15 juin 2017 pendant l'Electronic Entertainment Expo. La version iOS de Brawl Stars sort le même jour en soft launch, seulement au Canada sur l'Apple Store, entre autres pour gérer le flux des joueurs sur les serveurs et comme test pour le studio avant une diffusion globale ou non du jeu. Il existe néanmoins des moyens légaux pour jouer depuis n'importe quelle localisation géographique. Par la suite, en juin 2018, le jeu est publié dans d'autres pays comme en Irlande, au Danemark, en Malaisie et à Macao. En complément, la version Android du jeu est aussi lancé en soft launch via le Google Play.
Puis, en décembre 2018, la version officielle du jeu sort globalement dans le monde entier, notamment en France.
En juin 2020, le jeu atteint le marché chinois dont la base de joueurs est très importante,.
En juillet 2019, Brawl Stars est retiré du Viet Nam, les joueurs ne pouvant ni le télécharger, ni avoir accès à son contenu pour ceux possédant le jeu.
À la suite de l'invasion de l'Ukraine par la Russie en février 2022, le studio finlandais bloque l'accès de Brawl Stars aux joueurs en Russie et en Biélorussie (le pays soutenant l'invasion russe) à partir du mois d'avril 2022.

## Accueil

### Critiques
- Pocket Gamer : [27]

### Téléchargements et bénéfices
Le jeu reçoit l'attention des joueurs avant même sa sortie alors qu'au moins un million de préinscriptions sont effectuées sur Apple Store. À la suite de la première semaine du lancement de Brawl Stars au Canada en juin 2017, il est l'un des dix jeux de l'Apple Store à engendrer la plus forte croissance de nouveaux joueurs.
Populaire, trois mois après sa sortie, le jeu est téléchargé par plus de 75 millions d'utilisateurs. Dans ce même intervalle de temps, et malgré son modèle économique en free-to-play (c'est-à-dire jouer gratuitement, sans avoir l'obligation de dépenser de l'argent réel), le jeu génère plus de 150 millions de dollars en raison des microtransactions intégrées qui permettent d'améliorer ou de débloquer les brawlers plus facilement et d'acheter des gemmes, de l'or, des points de pouvoir, etc.
Brawl Stars s'est beaucoup popularisé après sa globalisation, donnant accès au jeu sur tout type d'appareil mobile Android et iOS, et dans le monde entier.
En décembre 2019, après une année de commercialisation de la version officielle, le jeu génère plus de 422 millions de dollars. Les revenus sont principalement localisés en Corée du Sud (94 millions de dollars), puis aux États-Unis (73 millions de dollars) ainsi qu'en Allemagne (35 millions de dollars). Par ailleurs, l'Asie est la région du monde où le jeu engendre le plus de bénéfices avec une somme de 143 millions de dollars. La majorité des revenus proviennent de la boutique en ligne Google Play, le reste étant attribué aux utilisateurs de l'Apple Store. De plus, le jeu affiche globalement environ 140 millions de téléchargements, les trois premiers pays étant le Brésil (14 millions), puis les États-Unis (13 millions) et enfin la Russie (12 millions). De même, la version Android du jeu représente 75 % du total des téléchargements, le reste correspondant à la version iOS.
En 2020, le jeu dépasse le milliard de dollars de bénéfices, notamment grâce à son lancement en Chine.
En avril 2024, Brawl Stars atteint son chiffre d'affaires record sur un mois avec plus de 64 millions de dollars. Au cours des quatre premiers mois de l'année 2024, le jeu a généré plus de profits que pendant toute l'année 2023.

### Distinctions
Le jeu est nommé pour les prix « Mobile Game » et « EE Mobile Game Of The Year » lors de la 15e édition des British Academy Games Awards.